# Ronald Shusett
Ronald Shusett, född i juni 1935, död 29 augusti 2024, var en amerikansk manusförfattare och producent inom science fiction-genren.
Han skrev originalmanus för Alien (1979) tillsammans med  Dan O'Bannon.
1974 köpte han filmrättigheterna till Philip K. Dicks novell "We Can Remember It for You Wholesale", vilket sedermera blev grunden för filmen Total Recall.
Shusett omnämns ibland som Thilo T. Newman.

## Filmografi
- 1974 – W – story
- 1979 – Alien – story/exekutiv producent
- 1980 – Phobia – story
- 1981 – Dead & Buried – manus och producent
- 1983 – The Final Terror – manus
- 1986 – King Kong Lives – manus och exekutiv producent
- 1988 – Above the Law – manus
- 1990 – Total Recall – manus och producent
- 1992 – Freejack – manus och producent
- 1997 – Bleeders – manus
- 2002 – Minority Report – exekutiv producent
- 2004 – Alien vs. Predator – story
- 2008 – The Medusa Hour – exekutiv producent
- 2008 – Death Warrior – producent
- 2009 – Deadly Exchange – manus
- 2009 – Hunt of the Sea Wolves – exekutiv producent